# Ussuri
Ussuri (ros. Уссури; chiń. upr. 乌苏里江; chiń. trad. 烏蘇里江; pinyin Wūsūlǐ Jiāng) – rzeka w Azji. Płynie w Rosji i Chinach. Źródła na wysokości 1682 m n.p.m. na stokach góry Śnieżnej w górach fałdowych Sichote Aliń i uchodzi do Amuru, jako jego prawy dopływ. Długość 897 km przy powierzchni dorzecza 193 000 km². Przepływ w dolnym biegu 1150 m³/sek.
W marcu 1969 status wysp na Ussuri był przyczyną konfliktu radziecko-chińskiego. Większe miejscowości nad Ussuri to Chabarowsk.
Dopływy Ussuri:
- Sungacza
- Bikin,
- Chor.